# 충청남도교육청학생교육문화원
충청남도교육청학생교육문화원(忠淸南道敎育廳學生敎育文化院)은 지방교육자치에 관한 법률 제32조에 따라 학생·교직원들을 위한 교육행사와 문화 활동의 장을 마련하여 전인교육에 기여하기 위하여 충청남도교육청 산하에 설치된 소속기관이다.